# Németh László (kormánybiztos)
Németh László (1815. szeptember 30. – Déva, 1893. szeptember 4.) háromszéki kormánybiztos.

## Életpályája
Eleinte a nagyszebeni kincstári hivatalban teljesített szolgálatot. 1848-ban országgyűlési követté választották. 1849-től háromszéki kormánybiztos lett. A szabadságharc bukása után egy ideig bujdosott, majd letartóztatták és halálra ítélték, de ezt kegyelem útján 10 évi fogságra változtatták. 1857-ben szabadult amnesztiával. Élete további részében Hunyad vármegyében árvaszéki hivatalnokként dolgozott.